# Aristoloche à feuilles rondes
Aristolochia rotunda
Espèce
Classification phylogénétique
L'aristoloche à feuilles rondes (Aristolochia rotunda) est une espèce de plantes à fleurs de la famille des Aristolochiaceae. C'est une plante herbacée commune dans les pays méditerranéens, notamment autour  de la  Camargue en France

## Description

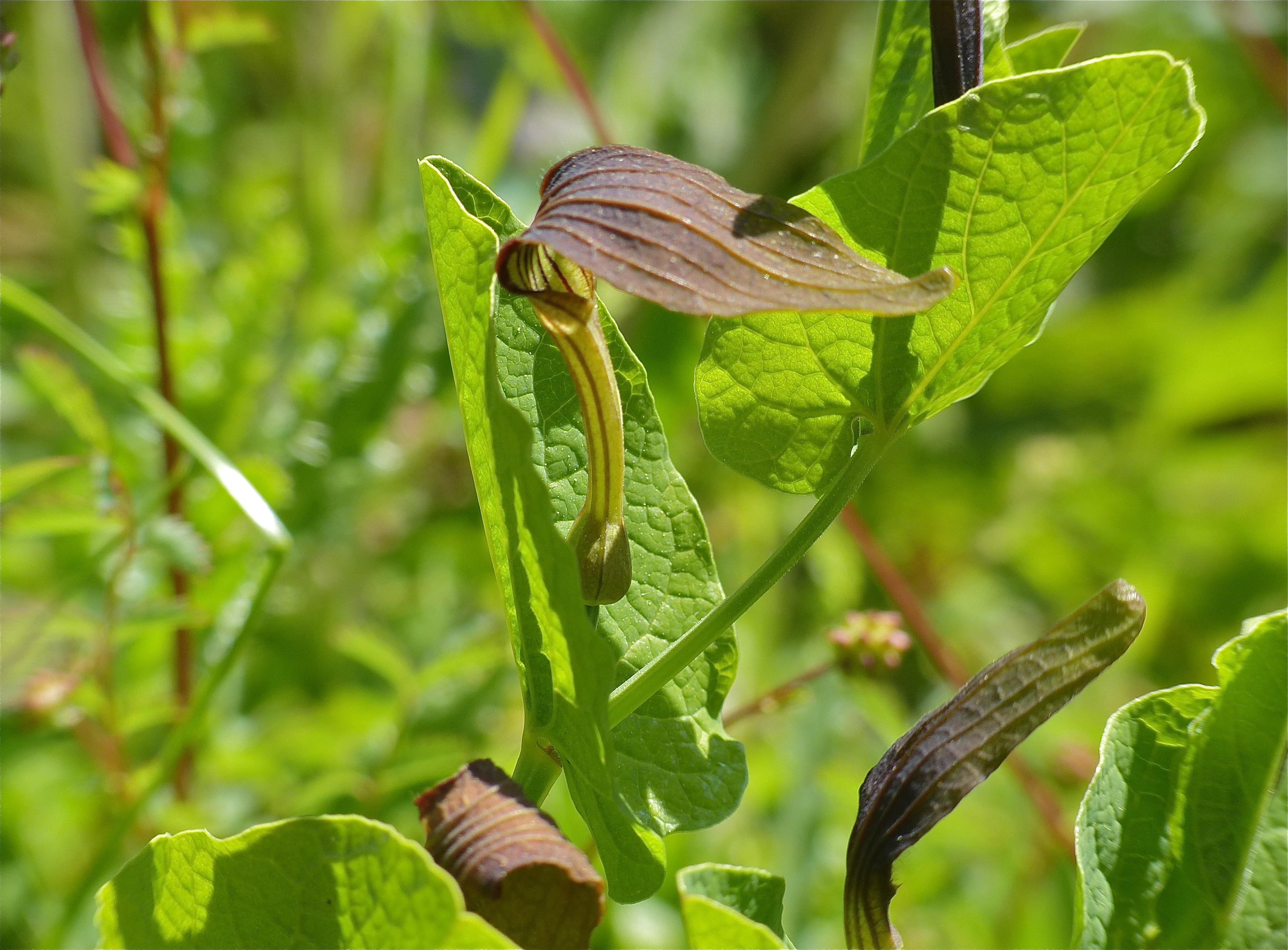
Aristoloche à feuilles rondes (Hérault, France).

L'aristoloche à feuilles rondes est une plante herbacée vivace de 20 à 60 centimètres de hauteur. Elle possède des tiges dressées, souples, simples ou peu ramifiées partant d'un bulbe souterrain de forme arrondie qui paraît parfois hors de proportion avec leur gracilité. Ses feuilles sont grandes et entières, ovales, présentant une nervation réticulée bien visible.
Elle présente une toxicité qui la rend inconsommée par la grande majorité des herbivores.

### Floraison
La plante fleurit chaque année d'avril à juin : les fleurs sont jaunâtres, tubulaires, recouvertes par une languette brune, à peu près aussi longue que le tube, formée par le périanthe.

## Habitat
L'aristoloche à feuilles rondes pousse dans les prés et lieux pierreux de la région méditerranéenne, dans le sud de l'Europe.

## Caractéristiques écologiques

### Paramètres climatiques
- Lumière : Intermédiaire entre hémihéliophile et héliophile : Plante de mi-ombre à plein soleil[1].
- Humidité de l'air : Intermédiaire entre aéro-mésoxérophile et aéro-mésohydrique : Pousse dans les milieux secs mais ne tolère ni manque ni excès d’eau.
- Température : Espèce mésoméditerranéenne : Supporte un climat comportant 3 à 4 mois secs.
- Continentalité : Espèce subocéanique.

### Paramètres édaphiques
- pH : Espèce neutrophile : affectionne les terrains avec un pH proche de 7.
- Humidité du sol : Espèce mésoxérophile.
- Nature du sol : Intermédiaire entre argileux et limoneux. Pousse sur substrats calcaires comme siliceux.
- Abondance en nutriments : Espèce mésotrophile : sol moyennement riche en nutriments.
- Salinité : L'espèce ne supporte pas le sel.
- Abondance en matière organique : mull carbonaté : litière fine riche en carbonates.

### Liens avec d'autres espèces
Le genre Aristolochia est celui des espèces hôtes du genre de papillon Zerynthia regroupant des espèces telles que la Thaïs, la Proserpine ou la Diane.
L’espèce Aristolochia rotunda est l’espèce de prédilection de l'espèce protégée Zerynthia polyxena ou Diane (la toxicité de la plante protège les œufs de la plupart des prédateurs).